# Canada aux Jeux olympiques d'été de 2008
Le Canada participe aux Jeux olympiques d'été de 2008 à Pékin. Les athlètes canadiens ont participé à tous les Jeux olympiques d'été depuis 1900, excepté lors du boycott de 1980.
En raison des réactions de la Chine face aux manifestations tibétaines survenues en mars 2008, un éventuel boycott national des Jeux fut abordé. Toutefois, Chris Rudge, président du Comité olympique canadien, affirma : « nous ne soutiendrons pas un boycott, certainement pas en ce moment. »
En 2013, le Biélorusse Andrei Mikhnevich, initialement médaillé de bronze du lancer du poids à ces Jeux, est convaincu de dopage à partir d'échantillons prélevés lors des championnats du monde de 2005 et réexaminés a posteriori. Il est disqualifié à vie et tous les résultats obtenus par le Biélorusse depuis août 2005 sont annulés y compris sa médaille olympique réattribuée au Canadien Dylan Armstrong.

## Liste des médaillés

### Médailles d'or
| Sport              | Discipline                  | Sportifs | Performance   |
| Médailles d'or : 3 |                             | |               |
| Lutte              | Moins de 48 kg (F)          | Carol Huynh |               |
| Aviron             | 8 de pointe (H)             | Andrew Byrnes Kyle Hamilton Malcolm Howard Adam Kreek Kevin Light Brian Price Ben Rutledge Dominic Seiterle Jake Wetzel | 5 min 23 s 89 |
| Équitation         | Saut d'obstacles individuel | Éric Lamaze | 38 s 39       |

### Médailles d'argent
| Sport                  | Discipline                   | Sportifs                                        | Performance        |
| Médailles d'argent : 9 |                              |                                                 |                    |
| Aviron                 | Deux sans Barreur (H)        | David Calder Scott Frandsen                     | 6 min 39 s 55      |
| Trampoline             | Trampoline (F)               | Karen Cockburn                                  | 37,00 pts          |
| Équitation             | Saut d'obstacles par équipes | Mac Cone Jill Henselwood Éric Lamaze Ian Millar |                    |
| Triathlon              | Triathlon (H)                | Simon Whitfield                                 | 1 h 48 min 58 s 47 |
| Trampoline             | Trampoline (H)               | Jason Burnett                                   | 40,70 pts          |
| Plongeon               | 3 m individuel (H)           | Alexandre Despatie                              | 536,65 pts         |
| Plongeon               | 10 m individuel (F)          | Émilie Heymans                                  | 437,05 pts         |
| Taekwondo              | Moins de 67 kg (F)           | Karine Sergerie                                 |                    |
| Canoë-kayak            | K1 500 m (H)                 | Adam van Koeverden                              | 1 min 37 s 63      |

### Médailles de bronze
| Sport                   | Discipline                   | Sportifs                                                    | Performance    |
| Médailles de bronze : 8 |                              |                                                             |                |
| Lutte                   | Moins de 55 kg (F)           | Tonya Verbeek                                               |                |
| Natation                | 1 500 m nage libre (H)       | Ryan Cochrane                                               | 14 min 42 s 69 |
| Aviron                  | 2 de couple poids légers (F) | Melanie Kok Tracy Cameron                                   | 6 min 56 s 68  |
| Aviron                  | 4 de pointe légers (H)       | Jonathan Beare Iain Brambell Mike Lewis Daniel Liam Parsons | 5 min 50 s 09  |
| Athlétisme              | 100 m haies (F)              | Priscilla Lopes-Schliep                                     | 12 s 64        |
| Athlétisme              | lancer du poids (H)          | Dylan Armstrong                                             | 21,04 m        |
| Canoë-kayak             | C1 1 000 m (H)               | Thomas Hall                                                 | 3 min 53 s 65  |
| Haltérophilie           | Moins de 63 kg femmes        | Christine Girard                                            | 228            |

## Engagés par sport

### Athlétisme

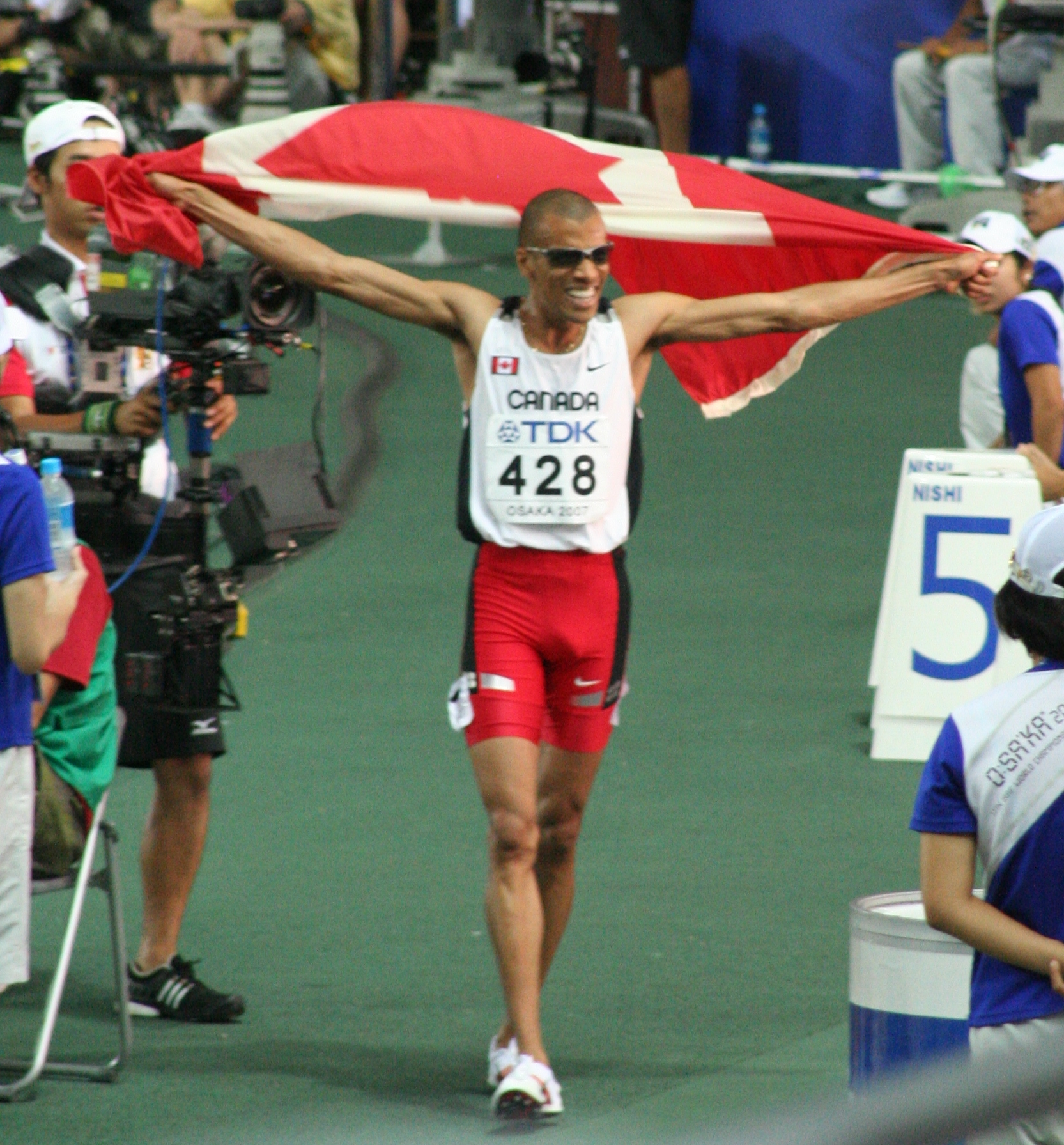
Gary Reed aux Championnats du monde d'athlétisme 2007

| Femmes - 200 m - Carline Muir - Adrienne Power - 5 000 m - Megan Metcalfe - 100 m haies - Angela Whyte - 400 m haies - Priscilla Lopes - Saut en hauteur - Nicole Forrester - Saut en longueur - Rukayatu Abdulai - Tabia Charles - Lancer du marteau - Sultana Frizell - Saut a la perche - Kelsie Hendry - Heptathlon - Jessica Zelinka | Hommes - Relais 4×100m - Richard Adu-Bobie - Bryan Barnett - Pierre Browne - Jared Connaughton - Anson Henry - Hank Palmer - Emanuel Paris - 200 m - Bryan Barnett - Jared Connaughton - 400 m - Tyler Christopher - 800 m - - Gary Reed - Achraf Tadili - 1,500 m - Nathan Brannen - Taylor Milne - Kevin Sullivan - 10 000 m - Eric Gillis - 50 km marche - Timothy Berrett - Saut en hauteur - Mike Mason - Javelot - Scott Russell - Lancer du marteau - James Steacy - Lancer du poids - Dylan Armstrong - Décathlon - Massimo Bertocchi |

#### Hommes
| Épreuve               | Athlète           | Séries       | Séries | Quarts de finale | Quarts de finale | Demi-finales | Demi-finales | Finale       | Finale             |
| Épreuve               | Athlète           | Résultat     | Rang   | Résultat         | Rang             | Résultat     | Rang         | Résultat     | Rang               |
| --------------------- | ----------------- | ------------ | ------ | ---------------- | ---------------- | ------------ | ------------ | ------------ | ------------------ |
| 100 mètres            | Pierre Browne     | 10.22        | 2e Q   | 10.36            | 6e               | -            | -            | -            | -                  |
| 100 mètres            | Anson Henry       | 10.37        | 4e Q   | 10.33            | 7e               | -            | -            | -            | -                  |
| 200 mètres            | Jared Connaughton | 20.60        | 3e     | 20.45            | 5e               | 20.58        | 7e           | -            | -                  |
| 400 mètres            | Tyler Christopher | 45.67        | 5e     | -                | -                | -            | -            | -            | -                  |
| 800 mètres            | Achraf Tadili     | 1 min 48.87  | 6e     | -                | -                | -            | -            | -            | -                  |
| 800 mètres            | Gary Reed         | 1 min 46.02  | 3e Q   | NC               | NC               | 1 min 45.85  | 2e Q         | 1 min 44.94  | 4e                 |
| 1 500 mètres          | Taylor Milne      | 3 min 41.56  | 9e     | -                | -                | -            | -            | -            | -                  |
| 1 500 mètres          | Kevin Sullivan    | 3 min 36.05  | 5e Q   | NC               | NC               | 3 min 40.30  | 9e           | -            | -                  |
| 1 500 mètres          | Nathan Brannen    | 3 min 41.45  | 2e Q   | NC               | NC               | 3 min 39.10  | 9e           | -            | -                  |
| 5 000 mètre           | Kevin Sullivan    | 14 min 09.16 | 11e    | -                | -                | -            | -            | -            | -                  |
| 10 000 mètres         | Eric Gillis       | NC           | NC     | NC               | NC               | NC           | NC           | 29 min 08.10 | 33e                |
| Relais 4 × 100 mètres | Hank Palmer       | 38.77        | 2e Q   | NC               | NC               | NC           | NC           | 38.66        | 5e                 |
| Relais 4 × 100 mètres | Anson Henry       | 38.77        | 2e Q   | NC               | NC               | NC           | NC           | 38.66        | 5e                 |
| Relais 4 × 100 mètres | Jared Connaughton | 38.77        | 2e Q   | NC               | NC               | NC           | NC           | 38.66        | 5e                 |
| Relais 4 × 100 mètres | Pierre Browne     | 38.77        | 2e Q   | NC               | NC               | NC           | NC           | 38.66        | 5e                 |
| 50 km marche          | Tim Berrett       | NC           | NC     | NC               | NC               | NC           | NC           | 4h 08 min 18 | 38e                |
| Saut en hauteur       | Michael Mason     | 2,25m        | 8e     | -                | -                | -            | -            | -            | -                  |
| Lancer du poids       | Dylan Armstrong   | 20,43m       | 3e Q   | NC               | NC               | NC           | NC           | 21,04m       | Médaille de bronze |
| Lancer du marteau     | James Steacy      | 76,32m       | 7e Q   | NC               | NC               | NC           | NC           | 75,72m       | 12e                |
| Lancer du javelot     | Scott Russell     | 80,42m       | 1er Q  | NC               | NC               | NC           | NC           | 80,90m       | 10e                |
| Décathlon             | Massimo Bertocchi | NC           | NC     | NC               | NC               | NC           | NC           | 7714 PTS     | 19e                |

#### Femmes
| Épreuve           | Athlète                 | Séries       | Séries | Quarts de finale | Quarts de finale | Demi-finales | Demi-finales | Finale       | Finale             |
| Épreuve           | Athlète                 | Résultat     | Rang   | Résultat         | Rang             | Résultat     | Rang         | Résultat     | Rang               |
| ----------------- | ----------------------- | ------------ | ------ | ---------------- | ---------------- | ------------ | ------------ | ------------ | ------------------ |
| 200 mètres        | Adrienne Power          | 23.40        | 5e Q   | 23.51            | 6e               | -            | -            | -            | -                  |
| 400 mètres        | Carline Muir            | 51.55        | 3e Q   | NC               | NC               | 52.37        | 7e           | -            | -                  |
| 5 000 mètres      | Megan Metcalfe          | 15 min 11.23 | 8e Q   | NC               | NC               | NC           | NC           | 17 min 06.82 | 15e                |
| 100 mètres haies  | Angela Whyte            | 13.11        | 5e     | -                | -                | -            | -            | -            | -                  |
| 100 mètres haies  | Priscilla Lopes-Schliep | 12.75        | 2e Q   | NC               | NC               | 12.68        | 3e Q         | 12.64        | Médaille de bronze |
| Saut en longueur  | Ruky Abdulai            | 6,41m        | 11e    | -                | -                | -            | -            | -            | -                  |
| Saut en longueur  | Tabia Charles           | 6,61m        | 6e Q   | NC               | NC               | NC           | NC           | 6,47m        | 9e                 |
| Saut en hauteur   | Nicole Forrester        | 1,89m        | 11e    | -                | -                | -            | -            | -            | -                  |
| Saut à la perche  | Kelsey Hendry           | 4,30m        | 10e    | -                | -                | -            | -            | -            | -                  |
| Lancer du marteau | Sultana Frizell         | 65,44m       | 17e    | -                | -                | -            | -            | -            | -                  |
| Heptathlon        | Jessica Zelinka         | NC           | NC     | NC               | NC               | NC           | NC           | 6490pts      | 5e                 |

### eeAviron
| Femmes - Sarah Bonikowsky - Ashley Brzozowicz - Tracy Cameron - Rachelle de Jong - Anna-Marie de Zwager - Krista Guloien - Janine Hanson - Zoë Hoskins - Melanie Kok - Sabrina Kolker - Heather Mandoli - Darcy Marquardt - Andréanne Morin - Jane Rumball - Romina Stefancic - Lesley Thompson-Willie - Buffy Williams | Hommes - Jonathan Beare - Iain Brambell - James Andrew Byrnes - David Calder - Scott Frandsen - Kyle Hamilton - Malcolm Howard - Adam Kreek - Mike Lewis - Kevin Light - Daniel Liam Parsons - Brian Price - Benjamin Rutledge - Dominic Seiterle - Cameron Sylvester - Douglas Vandor - Jacob Wetzel |

| Athlète(s)                                                        | Compétition                      | Série         | Série | Quart de finale | Quart de finale | Demi-finale   | Demi-finale | Finale                 | Finale             |
| Athlète(s)                                                        | Compétition                      | Temps         | Rang  | Temps           | Rang            | Temps         | Rang        | Temps                  | Rang               |
| ----------------------------------------------------------------- | -------------------------------- | ------------- | ----- | --------------- | --------------- | ------------- | ----------- | ---------------------- | ------------------ |
| Douglas Vandor                                                    | Deux de couple poids légers      | 6 min 17 s 58 | 2e    | NC              | NC              | 6 min 49 s 28 | 6e          | -                      | -                  |
| Cameron Sylvester                                                 | Deux de couple poids légers      | 6 min 17 s 58 | 2e    | NC              | NC              | 6 min 49 s 28 | 6e          | -                      | -                  |
| Dave Calder                                                       | Deux sans barreur                | 6 min 54 s 88 | 3e    | NC              | NC              | 6 min 34 s 02 | 1er         | Finale A 6 min 39 s 55 | Médaille d'argent  |
| Scott Frandsen                                                    | Deux sans barreur                | 6 min 54 s 88 | 3e    | NC              | NC              | 6 min 34 s 02 | 1er         | Finale A 6 min 39 s 55 | Médaille d'argent  |
| Equipe du Canada                                                  | Quatre sans barreur poids légers | 5 min 52 s 13 | 2e    | NC              | NC              | 6 min 07 s 86 | 2e          | 5 min 50 s 09          | Médaille de bronze |
| Light Rutledge Byrnes Wetzel Howard Seiterle Kreek Hamilton Price | Huit                             | 5 min 27 s 69 | 1er   | NC              | NC              | NC            | NC          | Finale A 5 min 23 s 89 | Médaille d'or      |

### Badminton
Femmes
- Valerie Loker
- Anna Rice

Hommes
- Mike Beres
- Andrew Dabeka

#### Hommes
| Épreuve      | Athlète       | 32éme de Finale          | 16éme de Finale | Huitième de Finale                        | Quarts de finale | Demi-finales | Finale/ 3e place |
| Épreuve      | Athlète       | Résultats                | Résultat        | Résultat                                  | Résultat         | Résultat     | Résultat         |
| ------------ | ------------- | ------------------------ | --------------- | ----------------------------------------- | ---------------- | ------------ | ---------------- |
| Simple       | Andrew Dabeka | Park 0-2 (11/21 - 11/21) | -               | -                                         | -                | -            | -                |
| Double mixte | Mike Beres    | NC                       | NC              | Prapakamol/Thoungthongkam 0-2 (9/21-9/21) | -                | -            | -                |
| Double mixte | Val Loker     | NC                       | NC              | Prapakamol/Thoungthongkam 0-2 (9/21-9/21) | -                | -            | -                |

### Baseball
- James Avery
- Chris Begg
- T.J. Burton
- Stubby Clapp
- Rhéal Cormier
- David Corrente
- David Davidson
- Emerson Frostad
- Emmanuel Garcia
- Steve Green
- Mike Johnson
- Brett Lawrie
- Jonathan Lockwood
- Brooks McNiven
- Ryan Radmanovich
- Chris Reitsma
- Scott Richmond
- Chris Robinson
- Matt Rogelstad
- Michael Saunders
- Adam Stern
- R.J. Swindle
- Scott Thorman
- Jimmy van Ostrand
- Nick Weglarz

| Épreuve          | Phase de groupes    | Phase de groupes    | Phase de groupes         | Phase de groupes       | Phase de groupes    | Phase de groupes      | Phase de groupes    | Demi-finale         | Finale / MB         | Rang |
| Épreuve          | Adversaire Résultat | Adversaire Résultat | Adversaire Résultat      | Adversaire Résultat    | Adversaire Résultat | Adversaire Résultat   | Adversaire Résultat | Adversaire Résultat | Adversaire Résultat | Rang |
| ---------------- | ------------------- | ------------------- | ------------------------ | ---------------------- | ------------------- | --------------------- | ------------------- | ------------------- | ------------------- | ---- |
| Tournoi masculin | Chine Victoire 10-0 | Cuba Défaite 6-7    | Corée du Sud Défaite 0-1 | États-Unis Défaite 4-5 | Japon Défaite 0-1   | Pays-Bas Victoire 4-0 | Taïwan Défaite 5-6  | -                   | -                   | 5e   |

### Boxe
- Adam Trupish

| Athlète      | Catégorie             | 16e de finale            | 8e de finale        | Quart de finale     | Demi-finale         | Finale              |
| Athlète      | Catégorie             | Adversaire Résultat      | Adversaire Résultat | Adversaire Résultat | Adversaire Résultat | Adversaire Résultat |
| ------------ | --------------------- | ------------------------ | ------------------- | ------------------- | ------------------- | ------------------- |
| Adam Trupish | Poids welters (-69Kg) | Sarsekbayev Défaite 1-20 | -                   | -                   | -                   | -                   |

### Canoë-kayak
| Femmes - K1 500m - Karen Furneaux - K1 slalom - Sarah Boudens - K2 500m - Mylanie Barré - Kristin Gauthier - K4 500m - Geneviève Beauchesne-Sévigny - Émilie Fournel - Karen Furneaux - Kristin Gauthier | Hommes - C1 500m - Mark Oldershaw - C1 1000m - Thomas Hall - C1 slalom - James Cartwright - C2 500m - Gabriel Beauchesne-Sévigny - Andrew Russell - C2 1000m - Gabriel Beauchesne-Sévigny - Andrew Russell - K1 500m - Adam van Koeverden - K1 1000m - Adam van Koeverden - K1 slalom - David Ford - K2 500m - Richard Jr. Dober - Andrew Willows - K2 1000m - Ryan Cuthbert - Steven Jorens - K4 1000m - Rhys Hill - Angus Mortimer - Christopher Pellini - Brady Reardon |

| Athlète                    | Compétition | Éliminatoires  | Éliminatoires | Demi-finales   | Demi-finales | Finale A       | Finale A           |
| Athlète                    | Compétition | Temps          | Rang          | Temps          | Rang         | Temps          | Rang               |
| -------------------------- | ----------- | -------------- | ------------- | -------------- | ------------ | -------------- | ------------------ |
| Adam van Koeverden         | K1 500m     | 1 min 35 s 554 | 1er           | 1 min 42 s 438 | 1er          | 1 min 37 s 630 | Médaille d'argent  |
| Adam van Koeverden         | K1 1000m    | 3 min 29 s 622 | 1er           | NC             | NC           | 3 min 31 s 793 | 8e                 |
| Richard Jr Dober           | K2 500m     | 1 min 30 s 234 | 4e            | 1 min 31 s 232 | 1er          | 1 min 30 s 857 | 6e                 |
| Andrew Willows             | K2 500m     | 1 min 30 s 234 | 4e            | 1 min 31 s 232 | 1er          | 1 min 30 s 857 | 6e                 |
| Steven Jorens              | K2 1000m    | 3 min 29 s 037 | 7e            | 3 min 26 s 635 | 5e           | -              | -                  |
| Ryan Cuthbert              | K2 1000m    | 3 min 29 s 037 | 7e            | 3 min 26 s 635 | 5e           | -              | -                  |
| Brady Reardon              | K4 1000m    | 3 min 06 s 811 | 5e            | 3 min 02 s 572 | 3e           | 3 min 01 s 630 | 9e                 |
| Angus Mortimer             | K4 1000m    | 3 min 06 s 811 | 5e            | 3 min 02 s 572 | 3e           | 3 min 01 s 630 | 9e                 |
| Christopher Pellini        | K4 1000m    | 3 min 06 s 811 | 5e            | 3 min 02 s 572 | 3e           | 3 min 01 s 630 | 9e                 |
| Rhys Hill                  | K4 1000m    | 3 min 06 s 811 | 5e            | 3 min 02 s 572 | 3e           | 3 min 01 s 630 | 9e                 |
| Mark Oldershaw             | C1 500m     | 1 min 48 s 817 | 2e            | 1 min 52 s 649 | 4e           | -              | -                  |
| Thomas Hall                | C1 1000m    | 4 min 05 s 198 | 4e            | 3 min 58 s 820 | 1er          | 3 min 53 s 653 | Médaille de bronze |
| Benjamin Russell           | C2 500m     | 1 min 43 s 189 | 5e            | 1 min 42 s 921 | 3e           | 1 min 42 s 450 | 5e                 |
| Gabriel Beauchesne-Sevigny | C2 500m     | 1 min 43 s 189 | 5e            | 1 min 42 s 921 | 3e           | 1 min 42 s 450 | 5e                 |
| Benjamin Russell           | C2 1000m    | 3 min 43 s 491 | 3e            | NC             | NC           | 3 min 41 s 165 | 6e                 |
| Gabriel Beauchesne-Sevigny | C2 1000m    | 3 min 43 s 491 | 3e            | NC             | NC           | 3 min 41 s 165 | 6e                 |

| Athlète                  | Compétition | Éliminatoires | Éliminatoires | Demi-finales | Demi-finales | Finale A   | Finale A |
| Athlète                  | Compétition | Temps         | Rang          | Temps        | Rang         | Temps      | Rang     |
| ------------------------ | ----------- | ------------- | ------------- | ------------ | ------------ | ---------- | -------- |
| David Ford               | K1          | 174.84 pts    | 13e           | 88.46 pts    | 6e           | 178.35 pts | 6e       |
| James Cartwright-Garland | C1          | 184.63 pts    | 13e           | -            | -            | -          | -        |

### Cyclisme

#### BMX
Femmes
- Samantha Cools

Hommes
- Scott Erwood

| Athlète      | Compétition | Qualifications | Qualifications | Quarts de finale | Quarts de finale | Quarts de finale | Quarts de finale | Quarts de finale | Demi-finales | Demi-finales | Demi-finales | Demi-finales | Demi-finales | Finale   | Finale |
| Athlète      | Compétition | Résultat       | Rang           | Manche 1         | Manche 2         | Manche 3         | Total            | Rang             | Manche 1     | Manche 2     | Manche 3     | Total        | Rang         | Résultat | Rang   |
| ------------ | ----------- | -------------- | -------------- | ---------------- | ---------------- | ---------------- | ---------------- | ---------------- | ------------ | ------------ | ------------ | ------------ | ------------ | -------- | ------ |
| Scott Erwood | BMX hommes  | 37 s 050       | 26e            | 5                | 7                | 7                | 19               | 8e               | -            | -            | -            | -            | -            | -        | -      |

#### VTT

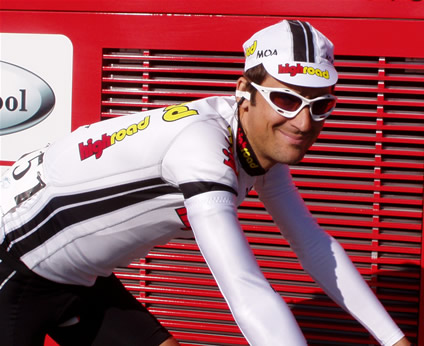
Michael Barry

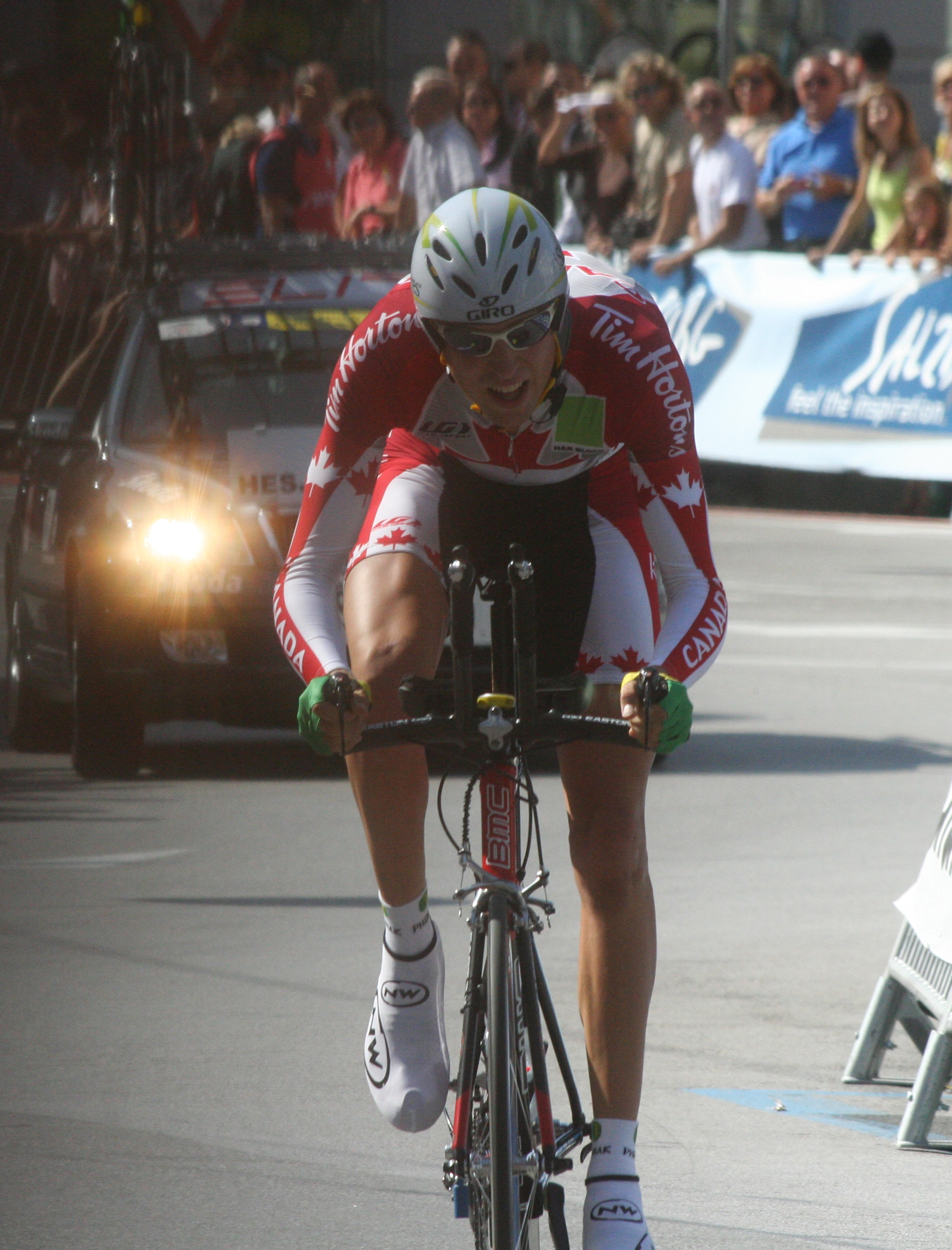
Ryder Hesjedal en 2006

Femmes
- Catharine Pendrel
- Marie-Hélène Prémont

Hommes
- Geoff Kabush
- Seamus McGrath

| Athlète        | Compétition              | Temps           | Rang |
| -------------- | ------------------------ | --------------- | ---- |
| Geoff Kabush   | Cross-country VTT hommes | 2 h 03 min 55 s | 20e  |
| Seamus McGrath | Cross-country VTT hommes | + 3 Tour        | 44e  |

#### Route
Femmes
- Leigh Hobson
- Erinne Willock
- Alexandra Wrubleski

Hommes
- Michael Barry
- Ryder Hesjedal
- Svein Tuft

| Athlète        | Compétition      | Temps         | Rang |
| -------------- | ---------------- | ------------- | ---- |
| Michael Barry  | Course en ligne  | 6 h 24 min 05 | 8e   |
| Ryder Hesjedal | Course en ligne  | 6 h 34 min 26 | 55e  |
| Svein Tuft     | Course en ligne  | 6 h 34 min 26 | 58e  |
| Svein Tuft     | Contre-la-montre | 1 h 04 min 39 | 7e   |
| Ryder Hesjedal | Contre-la-montre | 1 h 05 min 42 | 15e  |

#### Piste
Hommes
- Zach Bell
- Martin Gilbert

Femmes
- Gina Grain

| Athlète        | Compétition           | Points | Rang |
| -------------- | --------------------- | ------ | ---- |
| Zachary Bell   | Course aux points     | 27     | 7e   |
| Zachary Bell   | Course à l'américaine | 5      | 12e  |
| Martin Gilbert | Course à l'américaine | 5      | 12e  |

### Équitation
Femmes
- Jacqueline Brooks
- Sandra Donnelly
- Gillian Henselwood
- Ashley Holzer
- Selena O'Hanlon
- Leslie Reid
- Samantha Taylor

Hommes
- Kyle Carter
- Malcolm Cone
- Éric Lamaze
- Ian Millar
- Michael Winter

### Escrime
| Femmes - Epée - Sherraine Schalm - Fleuret - Jujie Luan - Sabre - Julie Cloutier - Olga Ovtchinnikova - Sandra Sassine | Hommes - Epée - Igor Tikhomirov - Fleuret - Josh McGuire (en) - Sabre - Philippe Beaudry |

### Football
Femmes
- Goals (2): Karina LeBlanc, Erin McLeod
- Defenseurs (5): Candace Chapman, Robyn Gayle, Randee Hermus, Clare Rustad, Emily Zurrer
- Milieux (9): Amber Allen, Jonelle Filigno, Martina Franko, Kara Lang, Diana Matheson, Sophie Schmidt, Brittany Timko, Amy Walsh, Rhian Wilkinson
- Attaquants (2): Christine Sinclair, Melissa Tancredi

Coach: 

### Gymnastique

#### Gymnastique artistique
| Femmes - Nansy Damianova - Elyse Hopfner-Hibbs | Hommes - Nathan Gafuik - Grant Golding - David Kikuchi - Brandon O'Neill - Kyle Shewfelt - Adam Wong |

#### Gymnastique rythmique
Femmes
- Alexandra Orlando

#### Trampoline
Femmes
- Karen Cockburn
- Rosannagh MacLennan

Hommes
- Jason Burnett

### Haltérophilie
| Femmes - 48 kg - Marilou Dozois-Prévost - 63 kg - Christine Girard - +75 kg - Jeane Lassen | Hommes - 56 kg - Jasvir Singh - 69 kg - Francis Luna-Grenier |

### Hockey sur gazon
Hommes
- Ranjeev Deol
- Wayne Fernandes
- Connor Grimes
- Ravinder Kahlon
- Bindi Kullar
- Michael Mahood
- Mark Pearson
- Ken Pereira
- Scott Sandison
- Marian Schole
- Peter Short
- Robert Short
- Gabbar Singh (en)
- Scott Tupper
- Paul Wettlaufer
- Anthony Wright

### Judo
| Femmes - 78 kg - Marylise Lévesque | Hommes - 60 kg - Frazer Will - 66 kg - Sasha Mehmedovic - 73 kg - Nicholas Tritton - 100 kg - Keith Morgan |

### Lutte
| Femmes - Lutte libre - 48 kg - Carol Huynh - 55 kg - Tonya Verbeek - 63 kg - Martine Dugrenier - 72 kg - Ohenewa Akuffo | Hommes - Lutte gréco-romaine - 100 kg - Ari Taub - Lutte libre - 60 kg - Saeed Azarbayjani - 66 kg - Haislan Garcia - 74 kg - Matt Gentry - 84 kg - Travis Cross - 96 kg - David Zilberman |

### Pentathlon moderne
| Femmes - Kara Grant - Monica Pinette | Hommes - Joshua Riker-Fox |

### Softball
Femmes
- Alison Bradley
- Erin Cumpstone
- Sheena Lawrick
- Danielle Lawrie
- Caitlin Lever
- Robin Mackin
- Noémie Marin
- Melanie Matthews
- Erin McLean
- Dione Meier
- Kaleigh Rafter
- Lauren Regula
- Jennifer Salling
- Megan Timpf
- Jennifer Yee

### Sports aquatiques

#### Nage synchronisée
- Ballet
  - Marie-Pier Boudreau Gagnon
  - Jessika Dubuc
  - Marie-Pierre Gagné
  - Dominika Kopcik
  - Ève Lamoureux
  - Tracy Little
  - Élise Marcotte
  - Isabelle Rampling
  - Jennifer Song
- Duo
  - Marie-Pier Boudreau Gagnon avec Isabelle Rampling

#### Natation
| Femmes - 50 m nage libre - Cheuk Yuen Victoria Poon - 100 m nage libre - Erica Morningstar - 200 m nage libre - Geneviève Saumur - Julia Wilkinson - 400 m nage libre - Stephanie Horner - Savannah King - 800 m nage libre - Tanya Hunks - 1 500 m nage libre - 100 m dos - Julia Wilkinson - 200 m dos - Lindsay Seemann - 100 m brasse - Alexandra Komarnycky - Annamay Pierse - Jillian Tyler - 200 m brasse - Alexandra Komarnycky - Annamay Pierse - 100 m papillon - Audrey Lacroix - 200 m papillon - Audrey Lacroix - 200 m 4 nages - Erica Morningstar - Julia Wilkinson - 400 m 4 nages - Tanya Hunks - Relais 4 × 100 m nage libre - Audrey Lacroix - Cheuk Yuen Victoria Poon - Julia Wilkinson - Relais 4 × 200 m nage libre - Stephanie Horner - Erica Morningstar | Hommes - 50 m nage libre - Richard Hortness - 100 m nage libre - Joel Greenshields - Brent Hayden - 200 m nage libre - Brent Hayden - Colin Russell - 400 m nage libre - Ryan Cochrane - 1 500 m nage libre - Ryan Cochrane - 100 m dos - Jake Tapp - 200 m dos - Keith Beavers - Tobias Oriwol - 100 m brasse - Mathieu Bois - Mike Brown - 200 m brasse - Mathieu Bois - Mike Brown - 100 m papillon - Joseph Bartoch - Adam Sioui - 200 m papillon - Adam Sioui - 200 m 4 nages - Brian Johns - 400 m 4 nages - Keith Beavers - Brian Johns - Relais 4 × 100 m nage libre - Richard Hortness - Colin Russell - Rick Say - Relais 4 × 200 m nage libre - Andrew Hurd - Brian Johns - Adam Sioui |

#### Plongeon
| Femmes - 3 m - Jennifer Abel - Blythe Hartley - 10 m - Émilie Heymans - Marie-Ève Marleau - 10 m synchronisé - Meaghan Benfeito - Roseline Filion | Hommes - 3 m - Alexandre Despatie - Reuben Ross - 3 m synchronisé - Alexandre Despatie - Arturo Miranda - 10 m - Riley McCormick - Reuben Ross |

#### Water-polo
Hommes
- Justin Boyd
- Devon Diggle
- Aaron Feltham
- Kevin Graham
- Brandon Jung
- Constantine Kudaba
- Thomas Marks
- Nathaniel Miller
- Kevin Mitchell
- Sasa Palamarevic
- Robin Randall
- Jean Savegh
- Nicolas Youngblud

### Taekwondo

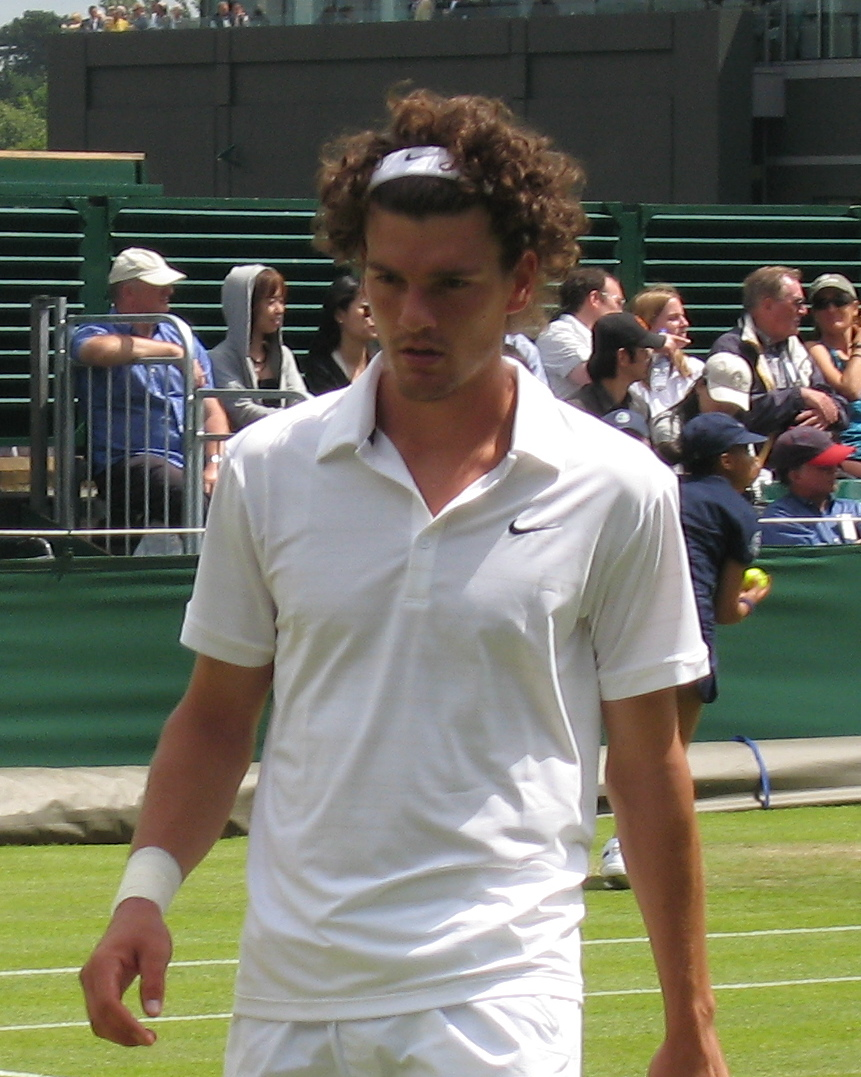
Frank Dancevic à Wimbledon en 2008

Femmes
- 57 kg
  - Ivett Gonda
- 67 kg
  - Karine Sergerie

Hommes
- 80 kg
  - Sébastien Michaud

### Tennis
Hommes
- Simple
  - Frédéric Niemeyer
  - Frank Dancevic
- Double
  - Daniel Nestor avec Frédéric Niemeyer

### Tennis de table
Femmes
- Simple
  - Zhu Judy Long
  - Mo Zhang

Hommes
- Simple
  - Pradenban Peter-Paul
  - Peng Zhang

- Équipe
  - Pradenban Peter-Paul
  - Qiang Shen
  - Peng Zhang

### Tir
Femmes
- Avianna Chao
- Susan Nattrass

Hommes
- Giuseppe Di Salvatore
- Johan Sauer

### Tir à l'arc
Femmes
- Marie-Pier Beaudet

Hommes
- John David Burnes
- Crispin Duenas
- Jason Lyon

### Triathlon
Femmes
- Lauren Groves
- Carolyn Murray
- Kathy Tremblay

Hommes
- Colin Jenkins
- Paul Tichelaar
- Simon Whitfield

### Voile
Femmes
- Kathryn Abbott
- Nikola Girke
- Martha Henderson
- Jennifer Provan
- Lisa Ross

Hommes
- Oliver Bone
- Christopher Cook
- Gordon Cook
- Oskar Johansson
- Michael Leigh
- Stéphane Locas
- Zachary Plavsic
- Benjamin Remocker
- Kevin Stittle